# Zero the Kamikaze Squirrel
Zero the Kamikaze Squirrel es un videojuego para las consolas Super Nintendo y Mega Drive lanzado por Sunsoft y desarrollado por Iguana Entertainment. El juego es un spin-off del juego Aero the Acro-Bat. El juego es protagonizado por Zero, la ardilla, que es villano en los juegos de Aero. Una versión para Game Boy Advance fue planeada en 2003 pero nunca fue lanzada.

## Trama
La historia comienza a mitad de Aero the Acro-bat 2. Zero recibe una nota de su novia Amy que le dice que el malvado leñador Jaques Le Sheets está destruyendo su tierra natal con el fin de utilizar árboles para imprimir dinero. Zero, a pesar de las protestas de su jefe Edgar Ektor (quien le dice que no hay nada más importante que su misión con él, sobre todo refiriéndose al plan B contra Aero), decide volver a casa y detenerlo (lo que explica por qué Zero está ausente en la batalla final del segundo juego de Aero). Al llegar a su isla natal, el avión de Zero es derribado y se estrella en la playa, por lo que este deberá hacer su viaje a la selva por sí solo. En su camino, deberá atravesar las cuevas de unos acantilados donde enfrentará a los enemigos de la oscuridad, un volcán en el que vence a los trabajadores de la minería y a los robots guardianes, un río que debe atravesar en su propio jet ski, el bosque, un paseo en barco a través de un sistema de alcantarillado de residuos tóxicos, y finalmente, la peligrosa fábrica de papeles de Le Sheets. Luego de un enfrentamiento con este, Zero ve un barco volador que se escapa, pero él se agarra del barco justo a tiempo. Allí se descubre que todo era un plan de su amo Ektor, mientras mantiene secuestrada a Amy. Allí, Zero corta la soga donde Amy estaba atada y la libera, luego esta lo ayuda a terminar con su exjefe, tras derrotarlo, ambos escapan del vehículo volador, antes de que este se estrelle en la playa, con Ektor en su interior. En los créditos se muestra a Zero en paracaídas, mientras lleva a Amy en sus brazos.

## Jugabilidad
Las habilidades de Zero son muy distintas a las de su rival, Aero. Para atacar a los enemigos, Zero puede caer verticalmente hacia abajo sobre ellos, golpearlos con un Nunchaku, o disparando un número limitado de Shuriken. Los escenarios son propios para un kamikaze como él. En el juego hay siete mundos divididos en dos niveles cada uno (excepto el sexto que sólo tiene uno, y el séptimo que tiene tres, aunque el tercero en un nivel de batalla). Los mundos son complejos y están llenos de obstáculos y enemigos que superar. Algunos niveles deben ser completados derrotando a un enemigo final.